# Nándor Dáni
Nándor Dáni (født 30. maj 1871 i Budapest, død 31. december 1949 smst.) var en ungarsk atlet, som deltog i de første moderne olympiske lege 1896 i Athen.

## Sportskarriere
Dáni dyrkede mange forskellige sportsgrene. Således konkurrerede han som medlem af klubben MAC i såvel atletik som cykelsport, i Neptun Ezezős Egyesület i roning og i BKE i hurtigløb på skøjter. Han var ungarsk rekordholder og mester i flere discipliner.
Han var tilmeldt for Ungarn i flere atletikdiscipliner, men endte med blot at stille op i 800 meter ved OL 1896 i Athen. I sit indledende heat blev han nummer to efter australske Teddy Flack og kvalificerede sig dermed til finalen. Her stillede kun tre løbere op, og Flack vandt vandt i tiden 2.11,0 minutter, mens Dáni blev toer i 2.11,8 minutter og grækeren Dimitrios Golemis treer et godt stykke længere tilbage. Dáni blev dermed den første ungarske olympiske medaljevinder.

## Øvrige karriere
Efter afslutningen af sin idrætskarriere blev Dáni en del af formandskabet i Ungarns Atletikforbund. Derudover var han direktør og senere bestyrelsesformand for en kulsyrefabrik.